# 나가타촌 (나가노현)
나가타촌(永田村)은 나가노현 시모미노치군에 있던 촌이다. 현재의 나카노시에 해당한다.

## 역사
- 1889년 4월 1일 - 정촌제 시행에 의해 나가에촌, 아다나촌의 구역을 확장해 성립하였다.
- 1956년 9월 30일 - 도요이촌과 합병해, 도요타촌이 성립하여, 동일 나가타촌은 폐지되었다.

## 교통

### 도로
현재는 구 촌역에 조신에쓰 자동차도 도요타이다 나들목이 통과하지만, 당시엔 미개통

## 참고문헌
- 角川日本地名大辞典 20 長野県